# Воскресенка (Волжский район)
 Воскресенка — село в Волжском районе Самарской области, административный центр сельского поселения Воскресенка. Через село проходит автомобильная дорога регионального значения Самара — Волгоград.

## История
В 1767 году Екатерина II, в сопровождении своей свиты путешествовала по Волге — от Твери до Симбирска. Среди сопровождающих императрицу были братья Орловы. Она подарила земли, на которых стоит село Воскресенка, одному из братьев.
Профессор Храмков в своей книге «Земля Самарская» пишет: «Крупнейшие землевладельцы не стеснялись просить и новых пожалований. Так, Федор Орлов сумел получить от Екатерины II в последний год её жизни ещё 38 тысяч десятин казенной земли в Самарской степи, рядом с Екатеринской волостью (то есть это земли Воскресенской волости). В результате вся луговая сторона Волги к югу от Самарской Луки была занята владениями Орловых». Согласно списку землевладельцев за 1860 год установлено, что собственником земли в Самарском уезде все-таки являлся граф Орлов-Давыдов Анатолий Владимирович, сын Владимира Орлова. Наследником этих земель стал внук — Владимир Анатольевич.
В селе имеется три памятника истории и культуры:
Это кирпичная Воскресенская церковь, построенная в 1811 году на средства помещика графа В.Г. Орлова-Давыдова.
Проект церкви был разработан в 1804 году крепостным архитектором Усольской вотчины Орловых-Давыдовых Христофором Шмитом. По этому проекту предполагалось построить четыре одинаковые приходские церкви в селах Усольской вотчины. Помимо Воскресенкой церкви, сохранился храм Успения Пресвятой Богородицы в соседнем селе Новинки.
Воскресенская церковь была покрыта железом. Купола над ней и над колокольней завершались фонариками, обитыми железом. Резной иконостас был выполнен по чертежам Х. Шмита. Вмещала церковь в себя до 800 человек. Церковь имела три престола: главный — в честь Воскресения Христова, правый — посвящён Богоявлению, а левый — чудотворной Казанской иконе Божией Матери.
В 1929 году она была закрыта, а позже разграблена и разорена. Сначала здание стояло брошенным. Потом его приспособили под производственное помещение (одно время здесь была мельница). Внутреннее убранство подверглось уничтожению, сильно были повреждены перекрытия и перегородки внутри здания, разрушена колокольня.
В феврале 1992 года здание церкви возвратили верующим. В том же году 26 сентября был поднят крест на купол церкви. Жители села принесли в церковь напрестольное Евангелие, маленькую иконку Святителя Николая Чудотворца, да небольшой колокол — все, что удалось сохранить. За прошедшие два века церковь погрузилась в землю почти на метр — пришлось её откапывать. При выполнении земляных работ были обнаружены останки похороненных когда-то в ограде храма священников и именитых жителей Воскресенки. Останки перезахоронили на территории храма в братской могиле, над которой установлен крест из чёрного мрамора и табличка со словами заупокойной молитвы: «Со духи праведных скончавшихся души раб Твоих, Спасе, упокой».
Здание земской школы
Начало своё она ведет с открытия Земско-общественного училища в 1869 году. До 1892 года занятия с детьми проводил местный священник. С 1892 учебного года «учительницей в школе была госпожа Мария Александровна Преображенская, получившая образование в Нижегородском Епархиальном училище, по происхождению дочь протоирея. С 1896-97 учебного года работала младшей учительницей — девица, потомственная дворянка Елизавета Феликсовна Славенская, получившая образование в Сызранской женской гимназии».
На строительство было потрачено 2500 рублей, из них: от крестьянского общества 1600 рублей, от земского — 900 рублей. После открытия Земского училища все желающие могли получить начальное образование. В школе велись занятия по правописанию, каллиграфии, арифметике, чтению, а также закон божий и славянский язык.
Не сразу училище стало популярным. Сельское Воскресенское общество не было дружным, и к училищу относились не все с одинаковым сочувствием. Село делилось на две группы: раскольники, которых в селе больше трети и православные. Раскольникам или староверам не нравилось обучение в училище — «звуковой метод, басенки, песенки и прочее», они хотели, чтобы обращали внимание на религиозно-нравственное чтение и на славянский язык. Со временем стало больше преподаваться Божье Слово, и дети раскольников тоже стали посещать школу. Год от года, училище завоевывает все больше и больше симпатий общества.
Здание волостного правления, сооружённое во второй половине XIX века.

## Экономика
Сельское хозяйство развивалось в тесной связи с процессом колонизации. В заволжской степи в конце 17 века земледелия практически не было. Постоянные набеги кочевников мешали развитию земледелия. Позже крестьяне освоили плодородные степные земли. Ведущее место в сельском хозяйстве занимало хлебопашество. Основными зерновыми культурами оставались рожь и овес, но заметно расширились посевы под пшеницей, ячменем, просом и гречихой. Население края также занималось огородничеством.
Важной отраслью сельского хозяйства было животноводство. Состояние скотоводства зависело от обеспеченности сенокосными угодьями. Большинство покосов принадлежало помещикам, купцам, мещанам. Просматривая список землевладельцев Самарского уезда за 1860 год мы увидели, что крупными землевладельцами в Воскресенской Волости являлись помещики Орлов-Давыдов, купец -Петров, мещане — Арбузов, Брусянцев поэтому обеспеченность основой массы крестьян лошадьми, крупным рогатым и мелким скотом была невелика. Из 286 дворов без лошадных — 58, а с одной лошадью — 46.
В 1920 году на территории села базировалась военная часть белочехов. Под Липягами войска красноармейцев были разгромлены чехословацкими войсками. А в белогвардейской и красной армиях нужны были солдаты, поэтому деревня подвергалась усиленной мобилизации. Мобилизация проходила неблагополучно. На сходе было решено: призывников не давать.
Деревня бурлила. Когда один из эсеров выступил с агитацией в пользу Комуча, его под негодующие крики прогнали со схода. Через день белогвардейцы арестовали и увезли Григория Хорошева, Ивана Нечина и Даниила Кольцова.
В 1990-х годах совхоз «Молодая гвардия» был реорганизован в муниципальное унитарное сельскохозяйственное производственное предприятие «Молодая гвардия», которое по прежнему остаётся самым крупным предприятием села. С 2007 года его возглавляет Александр Григорьевич Слесаренко. В 2010 году МУСПП «Молодая гвардия» использовало 4500 гектаров земли, из которых 560 гектаров отведены под сенокос. На остальных землях выращиваются зерновые культуры. В отличие от советских лет от выращивания скота пришлось отказаться из-за низкой рентабельности и невозможности получить инвестиции для развития животноводства. В результате в 2011 году было решено выставить животноводческий комплекс МУСПП «Молодая гвардия» юго-западнее села Воскресенка на продажу. 2012 финансовый год предприятие завершило с убытками в размере 1,48 млн рублей.
Большую роль в экономике села играют личные подсобные хозяйства воскресенцев, которые производят овощи, молоко, мясо. В селе работает немало предприятий торговли и обслуживания, что связано с тем, что через село проходят дороги из Самары в Чапаевск и Новокуйбышевск.

## Население
| 2010 | 2014  | 2021  |
| ---- | ----- | ----- |
| 2087 | ↗2201 | ↗3012 |